# エリニュス・インターナショナル
エリニュス・インターナショナル(Erinys International)は、イギリスの民間軍事会社。イギリス領ヴァージン諸島にて登記され、アラブ首長国連邦のドバイ、南アフリカ共和国のヨハネスブルグ、イギリス本国のハンプシャーにオフィスを有する。
人材や資産の警備およびサポート（例：通信、ロジスティックス）サービスを提供している。また、アフリカ諸国ではプロジェクトのリスク評価を継続的に、または短期の案件で提供することを専門としている。

## 概要
イギリス軍元士官のジョナサン・ガラット（Jonathan Garratt）により設立される。
2002年には元南アフリカ外交官のショーン・クリアリー（Sean Cleary）が設立したStrategic Concepts Pty Ltdのリスク評価事業を買収、2003年初頭には元SAS隊員のアリスター・モリソン（Alistair Morrison）が経営に参加した。
イラク戦争において、エリニュス社は連合暫定政府からイラク石油省の石油保護部隊（OPF）の創設・訓練という契約を得た。当初はパイプラインや施設を守るための6,500人の警備員という契約だったが、契約期間中に拡大、航空監視機能を含む282箇所を守る16,000人のイラク人要員を雇用した。OPFの契約は2004年12月に終了し、部隊とその資産は石油省に移管された。
その他、米国陸軍工兵隊（USACE）の湾岸地域師団（GRD）への復興プロジェクトの警備および支援サービスの契約を取得。民間人の警護や無線通信ネットワーク、専門家によるセキュリティ調査・評価サービスを提供していた。